# Duisburg (België)
Duisburg is een dorp en deelgemeente van Tervuren in Vlaams-Brabant. Duisburg was een zelfstandige gemeente tot aan de gemeentelijke herindeling van 1977.

## Geschiedenis
Tijdens het neolithicum was er al menselijke bewoning in dit gebied. De plaats ontwikkelde zich op het kruispunt van twee wegen. Mogelijk was hier ook een Romeinse nederzetting.
In 1190 werd Duisburg voor het eerst vermeld, en wel als Dusborc, wat betrekking heeft op een burcht. Onbekend is waar deze burcht gelegen heeft. Van 1170-1190 verbleef graaf Godfried III van Leuven hier. Na diens dood werd Tervuren de residentie van hertog Hendrik I van Brabant. In 1226 verkreeg Duisburg de vrijheidsrechten.
Van 1690 tot aan de Franse Revolutie kwam Duisburg in bezit van de burggraven van Tervuren, werd vervolgens een zelfstandige gemeente en fusioneerde op 1 januari 1977 met Tervuren.
Einde 19e eeuw kwamen de eerste kassen in bedrijf waar druiven en andere vruchten werden geteeld. Na Hoeilaart en Overijse werd ook Duisburg een centrum van deze activiteit. Ook witlof werd in Duisburg geteeld. In de jaren 60 van de 20e eeuw begon de neergang van de kastuinbouw. Enkele kassen zijn nog aanwezig.

## Geografie
Duisburg ligt op een hoogte van 60-102 meter, op het Plateau van Duisburg, tussen het dal van de Voer en de IJse.
Het dorp is gebouwd op een brede heuvelrug die begint aan het Zoniënwoud en uitloopt tot bijna in Leuven. Er zijn nog weidse uitzichten met niet al te veel bebouwing.

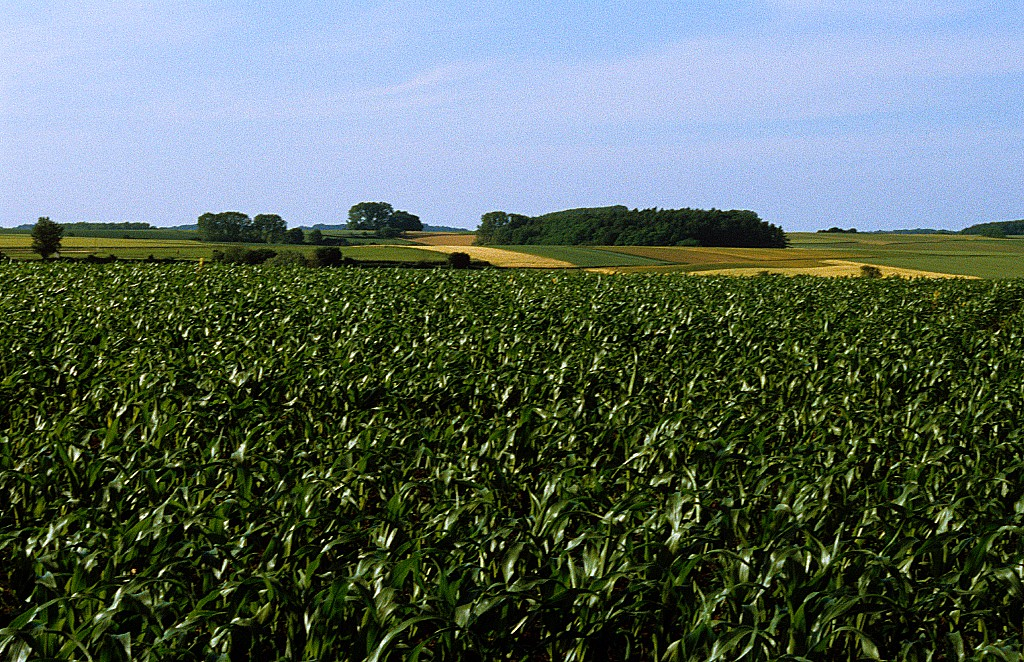
Bredeweg
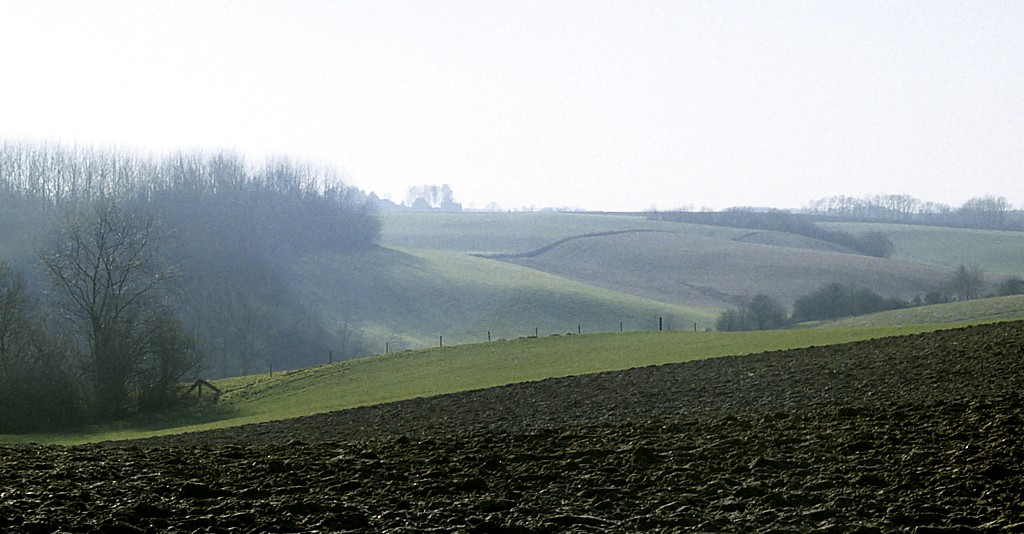
Bredeweg
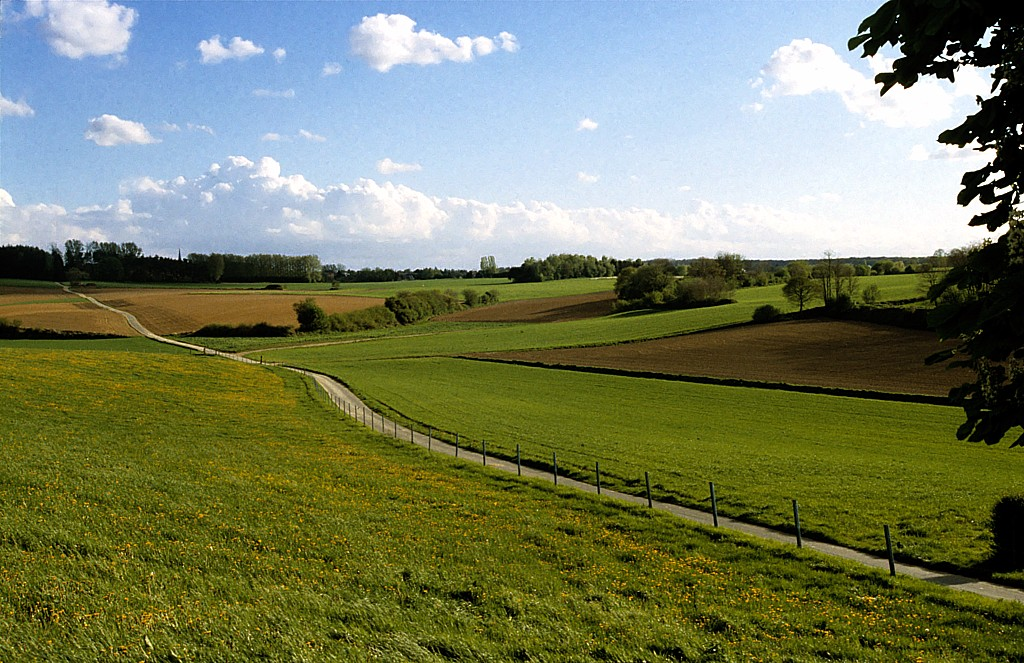
Kouterweg Vossem naar Duisburg

## Bezienswaardigheden
- De Sint-Catharinakerk zou al bestaan hebben in de tijd van Hendrik I van Brabant. In 1228 schonk die de kerk aan de abdij van Sint-Jacob-op-de-Coudenberg in Brussel. Er is een romaans schip, een gotisch koor en een transept. Ook de 14e-eeuwse muurschilderingen zijn het vermelden waard.

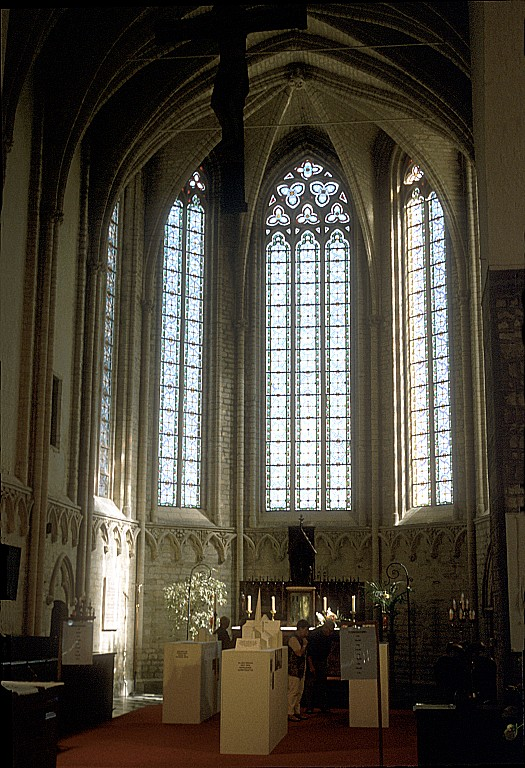
Het koor
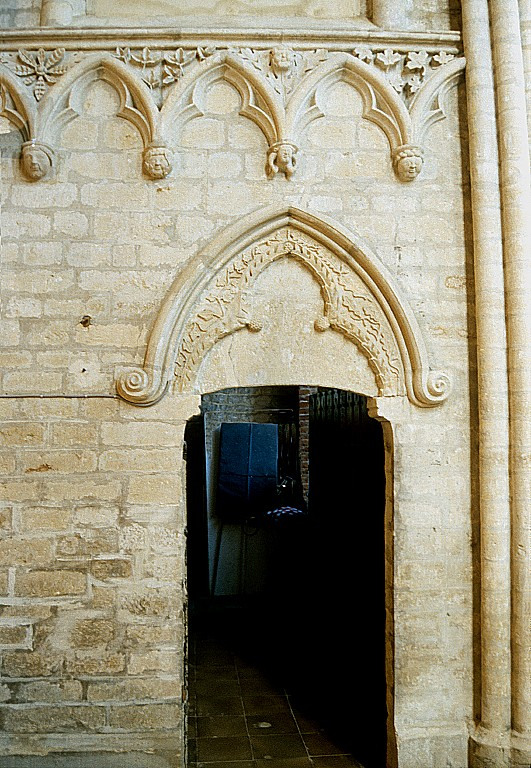
Linkerzijde van het koor
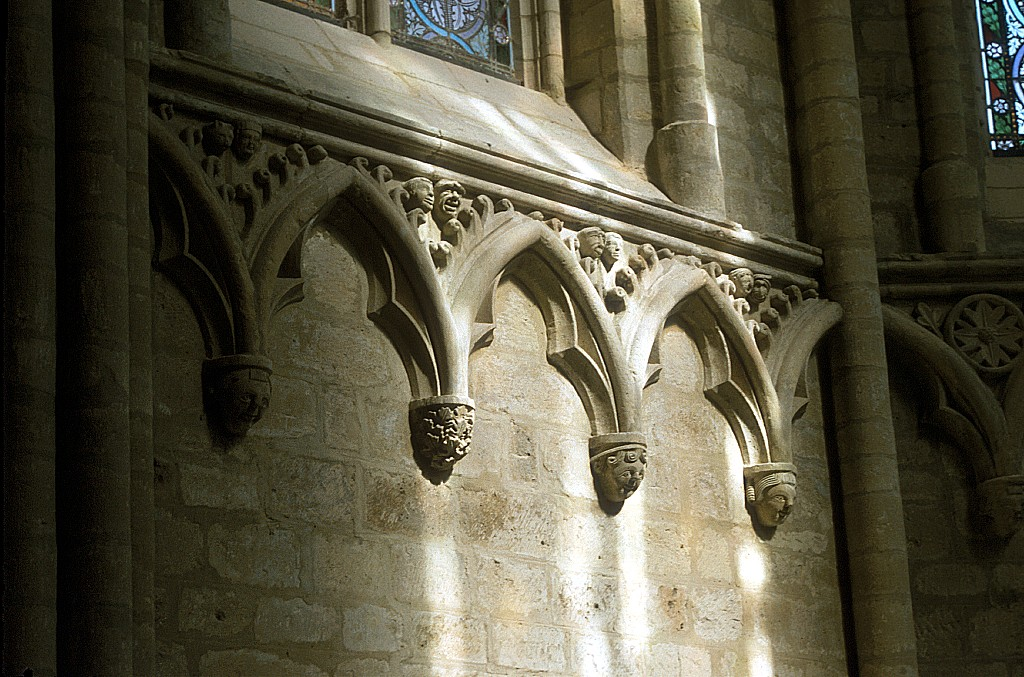
Versiering van het koor
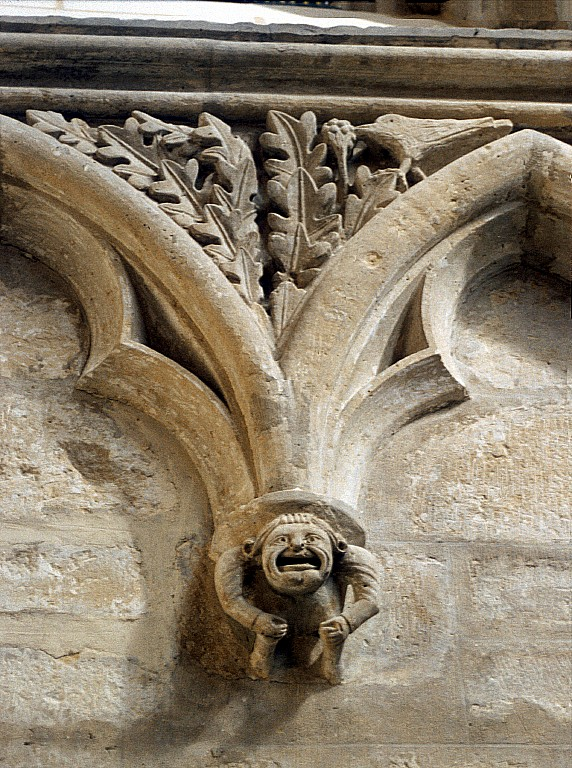
Detail van het koor

- De Onze-Lieve-Vrouw-ter-Noodkapel aan de IJzerstraat.

## Lijst van de burgemeesters
- jaar IX-jaar XI: Guilliaume Van Hamme
- jaar XI-1806: Guilliaume Cappuyns
- 1806-1808: Jean-Joseph Smets
- 1808-1819: Ferdinand Englebert De Coster
- 1819-1824: Jean-Joseph Smets
- 1825-1826: Joannes Baptista De Rom
- 1826-1830: Charles-Louis t'Kint (1799-1859)
- 1830-1842: Philippus Jacobus Hendrickx
- 1843-1854: Georges De Busscher
- 1855-1879: Petrus Ferdinandus De Coster
- 1879-1907: Ludovicus Vandenbempt (1834-1907)
- 1911-1919: Emiel Stroykens (1864-1921)
- 1927?-1942: G. Wynants
- 1942-?: Karel Hemeleers
- 1947?-1977: Jules Aerts

## Demografische ontwikkeling
- Bronnen: NIS, Opm:1831 tot en met 1970=volkstellingen; 1976 = inwoneraantal op 31 december

## Nabijgelegen kernen
Eizer, Vossem, Tervuren